# 漏斗瓶蕨
漏斗瓶蕨（学名：Vandenboschia naseana）为膜蕨科瓶蕨属下的一个种。

## 扩展阅读
- 維基物種上的相關：漏斗瓶蕨